# Bellmanmuseet

Bellmanmuseet var ett museum i Kolsva norr om Köping som visade föremål relaterade till Carl Michael Bellman. Museet var inrymt i den gamla brukskvarnen. 
På museet kan man se originalmanuskript, böcker och skrifter, skaldens dödsmask, medaljer, tallrikar, frimärken, teckningar, målningar och övrig kuriosa. Museet visar även upp olika 1700-talsmiljöer och kläder. Till museet är kopplat ett forskningsbibliotek och ett rikhaltigt arkiv bestående av tidningsurklipp, fotografier m.m. från början av 1900-talet fram till modern tid. 
Inte så långt från Kolsva föddes skaldens morfar Michael Hermonius. Han blev rektor för Västerås trivialskola och så småningom präst i Bellmans födelseförsamlingskyrka, Maria Magdalena kyrka i Stockholm, vid nuvarande adress Bellmansgatan/Hornsgatan. Bellmans mormor Kristina Arosell fick sitt namn Arosell efter det gamla namnet på Västerås, Västra Aros.
Museet stängde år 2012.